# Provincia de Cotopaxi
Cotopaxi (pronunciado [ko.toˈpak.si]) es una de las veinticuatro provincias que conforman la República del Ecuador, situada al centro del país, en la región interandina o Sierra, principalmente sobre la hoya de Patate en el este y en los flancos externos de la cordillera occidental en el oeste. Su capital administrativa es la ciudad de Latacunga, la cual además es su urbe más grande y poblada. Ocupa un territorio de unos 6108,23 km², siendo la décima sexta provincia del país por extensión. Limita al norte con Pichincha y Santo Domingo de los Tsáchilas, al sur con Tungurahua y Bolívar, por el occidente con Los Ríos y al oriente con Napo.
En el territorio cotopaxense, habitan 470 210 personas, según el último censo (2022), siendo la décima segunda provincia más poblada del país. La provincia de Cotopaxi está constituida por siete cantones, de los cuales se derivan sus respectivas parroquias urbanas y rurales. Según el último ordenamiento territorial, la provincia de Cotopaxi pertenecerá a una región comprendida también por las provincias de Chimborazo, Tungurahua y Pastaza, aunque no esté oficialmente conformada, denominada Región Centro.
Es uno de los más importantes centros administrativos, económicos, financieros y comerciales del centro del Ecuador. El desarrollo de la industria en la provincia, en general, se basó en las destrezas manuales de su habitantes. Las actividades principales de la provincia son el comercio, la ganadería, la industria y la agricultura.
Tuvo distintos períodos migratorios provenientes de la serranía como los panzaleos. Más adelante, fue conquistada por los incas al mando de Huayna Cápac. La colonización española se dio con la fundación española del Asiento de San Vicente Mártir de Latacunga por el primer encomendero español en 1534. Durante ese período, la entidad máxima y precursora de la provincia sería el corregimiento de Latacunga. Después de la guerra independentista y la anexión de Ecuador a la Gran Colombia, se crea la provincia de Pichincha, el 25 de junio de 1824, en la que dentro de sus límites se encontraba el actual territorio cotopaxense. El 1 de abril de 1851, se crea la novena provincia del país: la provincia de Cotopaxi.

## Toponimia
La provincia toma el nombre del volcán más grande e importante de su territorio, el volcán Cotopaxi. Cotopaxi, Cutugphaxsi o Kutupaxi; provienen de kutu, que significa cuello en idioma cha'palaachi, kutuq, que significa garganta inflamada en quechua, y phashi que significa luna en Aimara. Por tanto, Cotopaxi significa Cuello de Luna, donde la letra x representa el fonema /ʃ/.

## Historia

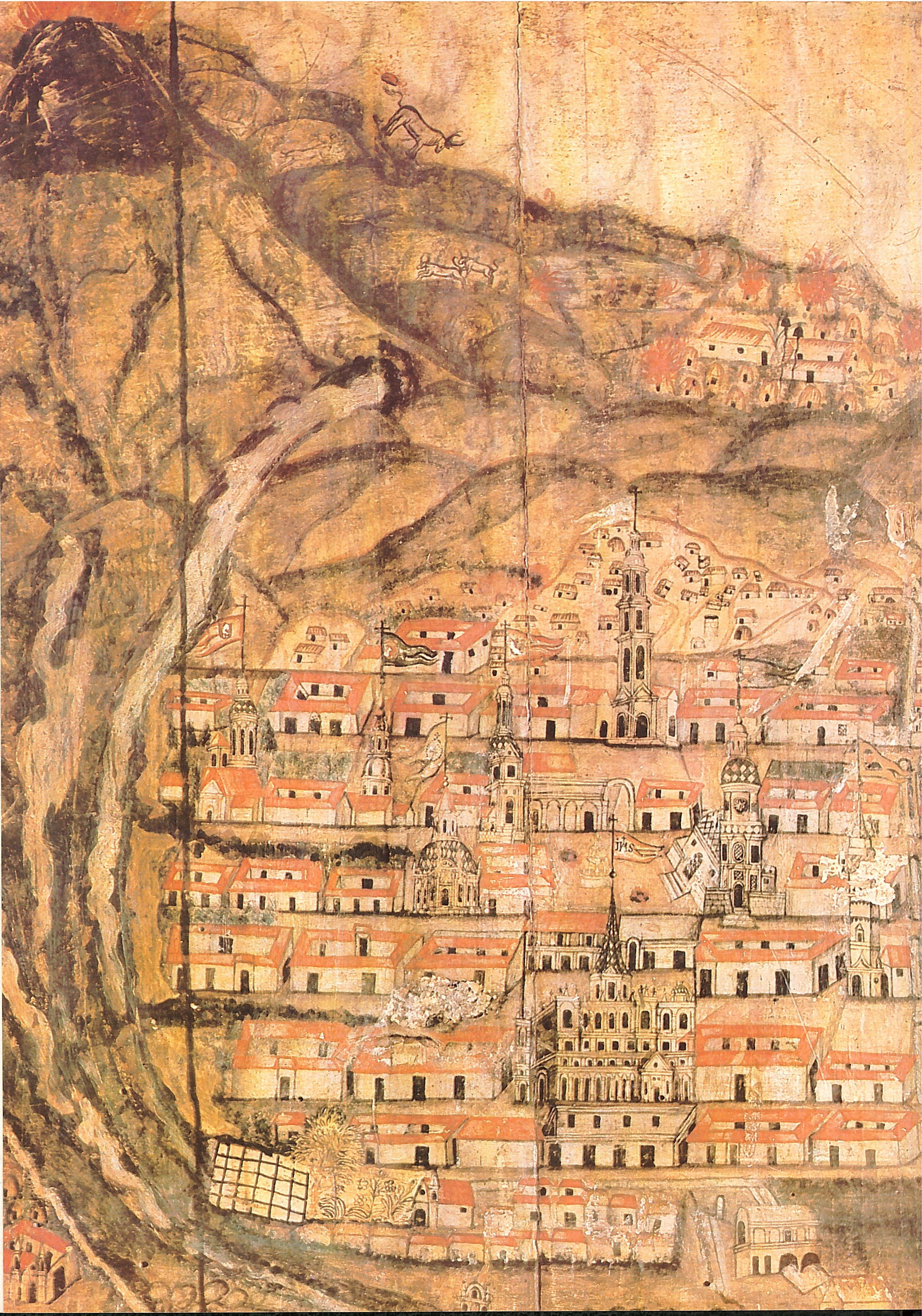
Plano de la Ciudad de Latacunga en el - Colección Particular.

La fundación española de Latacunga se efectuó por el primer encomendero español en 1534 con el nombre de "Asiento de San Vicente Mártir de Latacunga". En 1539 Gonzalo Pizarro ordena aumentar el número de habitantes, y es en 1584 que se efectúa la fundación definitiva y formal por el Cap. Antonio de Clavijo con el nombre de "San Vicente Mártir de Latacunga y sus corregidores". Luego el 11 de noviembre de 1811 es elevado a la categoría de Villa. Después de la fundación, empezó el reparto de tierras e indios desde Quito, mediante encomiendas, mitas y trabajo forzado en los obrajes. Se establecieron los marquesados: Maenza, Miraflores y Villa Orellana.
Los jesuitas fundaron la primera escuela en 1643. La educación posterior estuvo a cargo de franciscanos, dominicos y agustinos. Por su cercanía a Quito, los nobles reforzaban allá la formación de sus hijos. En 1745 asumió la presidencia de la Real Audiencia de Quito, Fernando Sánchez de Orellana, Marqués de Solanda, de Latacunga.
En diciembre de 1808, los marqueses se reunieron en Tilipulo y Salache para preparar el grito de independencia del 10 de agosto de 1809. Luis Fernando Vivero, fue escogido el 9 de octubre de 1820 para secretario de la Junta de Gobierno de Guayaquil.  El 11 de noviembre de 1811, la Junta Superior de Quito elevó a Latacunga a la categoría de Villa. Después de haber apoyado a la Independencia de Guayaquil; los patriotas de Latacunga, se organizaron durante los primeros días de noviembre; es así como atacan el cuartel realista Fernando Sáenz de Viteri y Felipe Barba; mientras que Lizardo Ruiz y Calixto González del Pino con jóvenes latacungueños, toman la fábrica de pólvora y luego llegan al convento de Santo Domingo, donde estaba el comandante Miguel Morales con una parte del Batallón Los Andes.
Los realistas se encontraban en el techo, desde allí podían fusilar a los patriotas, pero Juan José Linares dio muerte al comandante, logrando la rendición de los españoles. Entre algunos de los patriotas de ese día están: Antonio Tapia, Francisco Salazar, José María Alvear, Josefa Calixto, María Rosa Vela de Páez. Miguel Baca, Francisco Flor, Vicente Viteri Lomas, Luis Pérez de Anda y Mariano Jácome de 16 años de edad, quienes proclamaron la Independencia de Latacunga, que se consolidó con la batalla de Pichincha. El 29 de noviembre de 1822 el Libertador Simón Bolívar llegó a Latacunga.
Con oposición de los quiteños, el 6 de marzo de 1851 los legisladores aprobaron la creación de la Provincia de León, en homenaje a Vicente León con los cantones de Latacunga y Ambato. Objetado por el presidente Diego Noboa el decreto retornó al Congreso, que el 18 de marzo lo confirmó, publicada el 26 de mayo de 1851. El Doctor Miguel Carrión fue el Primer gobernador.  Así bautizada se robusteció con la constitución en 1852 del cantón Pujilí con sus parroquias Zapotal y Quevedo.

## Gobierno y política

### Política

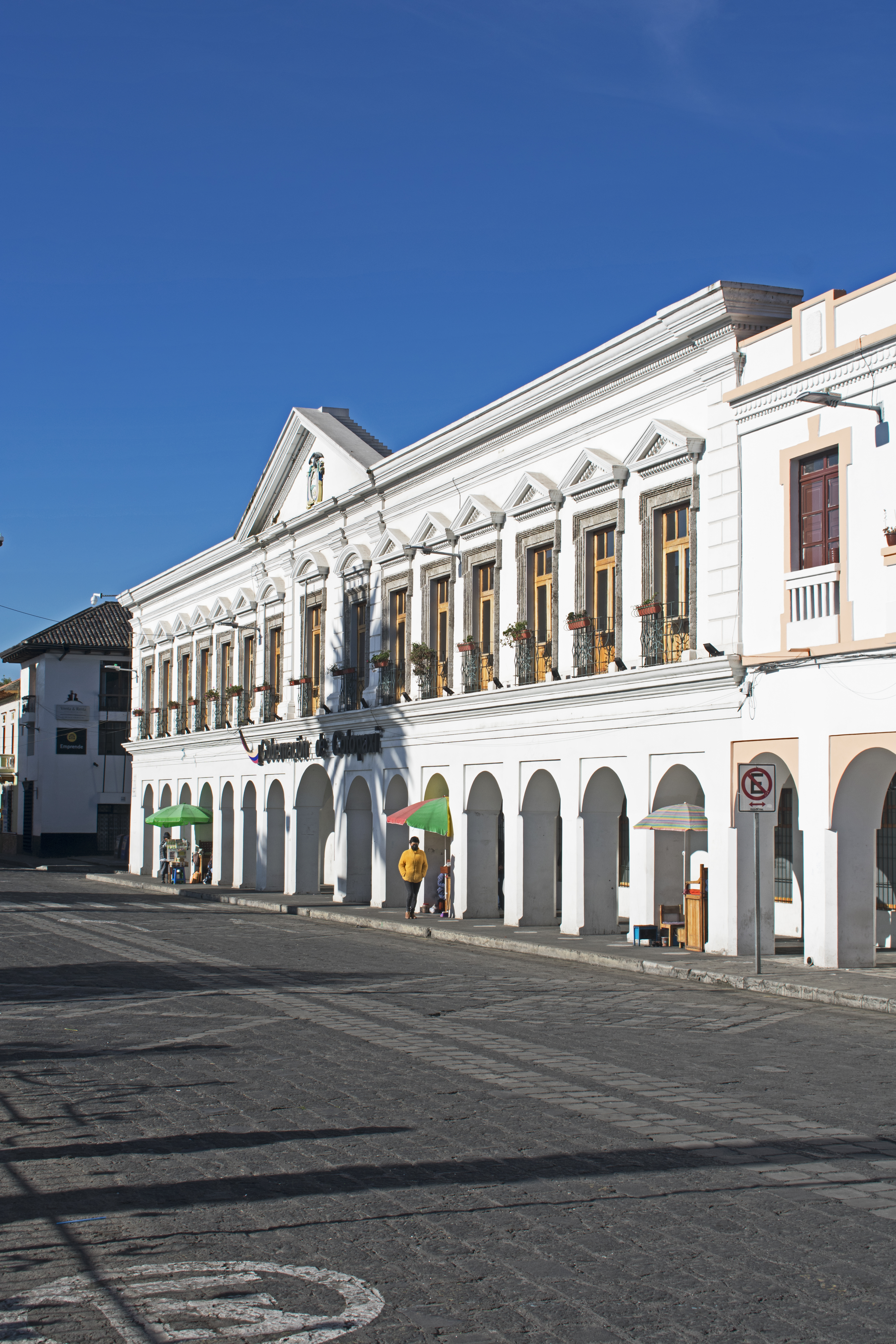
Gobernación de Cotopaxi

La estructura política de Cotopaxi está conformada por el Gobierno Autónomo Descentralizado Provincial, denominado comúnmente como «Prefectura», la cual es una persona jurídica de derecho público que goza de autonomía política, administrativa y financiera, y ejerce las funciones ejecutivas, legislativas y de fiscalización dentro de la circunscripción territorial de la provincia. La sede de este gobierno seccional está en la ciudad de Latacunga, en calidad de capital provincial.
El gobierno provincial está conformado por un prefecto, un viceprefecto y el consejo provincial. El prefecto es la máxima autoridad y representante legal de la función ejecutiva dentro de la provincia y es elegido en binomio junto al viceprefecto por votación popular en las urnas. El consejo provincial es el órgano de legislación y fiscalización del gobierno provincial, y está integrado por el prefecto -quien lo preside con voto dirimente-, el viceprefecto, los alcaldes de los siete cantones y siete representantes de los gobiernos de las parroquias rurales. En la actualidad, el cargo de prefecta lo ejerce Lourdes Tibán, electa para el periodo 2023 - 2027. 
Paralelo al Gobierno Autónomo Descentralizado Provincial de Cotopaxi, el poder ejecutivo del presidente de la República está representado en la provincia por el gobernador. El cargo de gobernador es ocupado por un individuo designado por el presidente de la República, y puede durar en sus funciones indefinidamente mientras así lo decida el primer mandatario del país. Actualmente, el gobernador de la provincia es Marco Patricio Olmedo.

### División administrativa

Cantones de Cotopaxi.

Cotopaxi está dividido en siete cantones, que a su vez están conformados por parroquias urbanas y rurales. Cada uno de los cantones son administrados a través de una municipalidad y un consejo cantonal, los cuales son elegidos por la población de sus respectivos cantones. La responsabilidad de estos cantones es realizar el mantenimiento de carreteras, administrar los presupuestos del gobierno del estado para programas de asistencia social y económica, y administrar, infraestructuras tales como parques y sistemas de saneamiento básico.
|                                                                               | Cantón    | Población (2022) | Área (km²) | Cabecera cantonal | Población (2022) |
| ----------------------------------------------------------------------------- | --------- | ---------------- | ---------- | ----------------- | ---------------- |
|                                                                               | La Maná   | 53 793           | 663        | La Maná           | 31 740           |
| [[Archivo:\|class=notpageimage noviewer\|30px\|border\|Bandera de Latacunga]] | Latacunga | 217 261          | 1377       | Latacunga         | 77 267           |
|                                                                               | Pangua    | 21 867           | 721        | El Corazón        | 1872             |
|                                                                               | Pujilí    | 66 980           | 1308       | Pujilí            | 16 152           |
|                                                                               | Salcedo   | 67 493           | 484        | San Miguel        | 16 751           |
|                                                                               | Saquisilí | 24 356           | 208        | Saquisilí         | 9883             |
|                                                                               | Sigchos   | 18 460           | 1313       | Sigchos           | 2816             |

## Hidrografía
El sistema hidrográfico lo constituye el río Cutuchi que nace en el Cotopaxi, está formado a su vez por los ríos Manzanahuayco y Rumiñahui; el sistema lo complementan el Yanayacu, Nagsiche, Chalupas, Illuchi, Patoa, Pumacunchi y Quindigua.

## Turismo

### Latacunga
Latacunga es la capital de la provincia de Cotopaxi y cabecera cantonal del cantón homónimo. Se encuentra en la Sierra central del país, en las estribaciones de la cordillera de los Andes en Ecuador, cerca del volcán Cotopaxi en la hoya de Patate. Se encuentra a 2919 metros sobre el nivel del mar y tiene una temperatura promedio de 12 grados Celsius.
La ciudad de Latacunga ofrece múltiples destinos turísticos de diversa índole (naturaleza, cultura, gastronomía, historia, etc.), dentro de la ciudad y en sus alrededores.
- Catedral: Empezó a construirse a mediados del siglo XVII con una gran nave y crucero con cúpula octogonal es de estilo románico. A fines del siglo XIX se construyó el torreón de arquerías románicas y un remate islámico. En su altar de piedra pómez se aprecian piezas de la imaginería colonial. Se encuentra en las calles: Quito y General Mldonado.[5]

- Iglesia de El Salto: Tiene una nave y torres gemelas, asentada de norte a sur, fue hecha a finales del siglo XIX y terminada a mediados del XX. Se ubica entre las calles: Juan Abel Echeverría y Antonio Clavijo, junto a la plaza de El Salto.[6]

- Iglesia de La Merced: Empezó como capilla en 1640, está construida sobre un plano de Cruz Latina, de una nave con dos cruceros, realza una artística cúpula. En 1949, por el terremoto de Ambato, la torre cayó sobre la puerta principal, siendo reconstruida, pero perdió su estructura original. Se encuentra entre las calles: Juan Abel Echeverría, y Quijano y Ordóñez.[7]

- Iglesia de San Agustín: De influencia neoclásica muestra columnas circulares con capitel jónico con su terminado en cornisa. La piedra pómez sirve para informar de agilidad a las pilastras que soportan los arcos en los dos pisos. En 1820, el convento estuvo ocupado por fuerzas militares españolas, sirviendo de cuartel a una fracción del Batallón "Los Andes". Esta entre las calles Hermanas Páez y Quito.[8]

- Iglesia de San Francisco: Su construcción empezó en 1600 y culminó en 1693, pero en 1698 la iglesia quedó en ruinas por el terremoto. Está ubicada en la calle General Manuel Maldonado y Quijano y Ordóñez.

- Iglesia de San Sebastián: Se ubica en la calle Josefa Calixto, entre Juan Abel Echeverría e Isla San Bartolomé.
- Iglesia de San Felipe
- Iglesia de Santo Domingo

- Molinos de Monserrat: construidos en 1756, como un obraje colonial, actualmente constituye un centro cultural múltiple, en sus instalaciones se halla el Museo Arqueológico (con reliquias culturales preincásicas) el Museo Folklórico (indumentaria, instrumentos y conjuntos referentes a diferentes manifestaciones de la cultura popular). Y la instalación de la pinacoteca con obras de Tabara, Guerrera, Guayasamin, Román

- Palacio municipal: edificio oficial, sede del ayuntamiento, construido entre 1910 y 1936 en piedra pómez con influencia dórica y elementos corintios con decoraciones murales que reflejan eventos patrióticos.

- Casa de los Marqueses de Miraflores: construida en la primera mitad del siglo XVIII, entre sus varios propietarios destaca el latacungueño Ignacio Flores, Marqués de Miraflores y Presidente de la Real Audiencia de Charcas (hoy Bolivia) en 1782. En su construcción se aprecian bóvedas talladas en piedra pómez con hermosos arabescos y mudéjares. En la actualidad funciona el Depto. De Cultura y Relaciones Públicas del Cabildo, pequeños museos folklóricos, cívicos e históricos y biblioteca “Simón Bolívar”.

- Hacienda de Tilipulo: originalmente construida como un obraje de explotación comunitaria en 1540 actualmente es una instalación arquitectónica con influencias religiosas que resumen varios aspectos de la historia local.

#### Fiesta de la Mama Negra
Esta fiesta se lleva a cabo a finales de septiembre, los días 23 y 24, día del equinoccio de otoño, y que la Iglesia Católica conmemora a la Virgen de la Merced; además se celebra por las fiestas de independencia de la ciudad, el 11 de noviembre. Es un sincretismo religioso que goza de mucho colorido, alegría y desorden público, pues los miles de turistas nacionales y extranjeros que llegan a esta gran fiesta no sólo deleitan sus sentidos con la música, los disfraces y el baile de las comparsas que conforman este festejo, sino del licor que es repartido a cuantos lo pidan. Pese a este detalle, la fiesta se vive como la representatividad del puro folclor nacional.
Latacunga, ciudad incrustada en medio de los Andes ecuatorianos, en América del Sur, guarda en su seno una manifestación sociocultural y folclórica única, la Comparsa de la Mama Negra, también llamada la Santísima Tragedia o la Fiesta de la Capitanía.
Su origen se pierde en la historia, en una mezcla de manifestaciones populares mestizas: paganas y religiosas, aborígenes, africanas y españolas; las mismas que con sus personajes, ritos, atuendos, música y baile dan vida y perdura en el tiempo tan singular expresión de los sentimientos del pueblo, rememorados cada año desde el siglo XVII. En el siglo XXI es una celebración en la que se rinde homenaje a la virgen de la Merced a quien conceden según cuenta la tradición,  la gratitud y reconocimiento por la protección en uno de los procesos eruptivos del Volcán activo más alto del planeta, el Cotopaxi.
El 31 de octubre de 2005 el Instituto Nacional de Patrimonio Cultural acuerda "Declarar como bien perteneciente al Patrimonio Cultural Inmaterial del Estado, a la fiesta de la Mama Negra o fiesta de la Capitanía".

### Parque nacional Cotopaxi

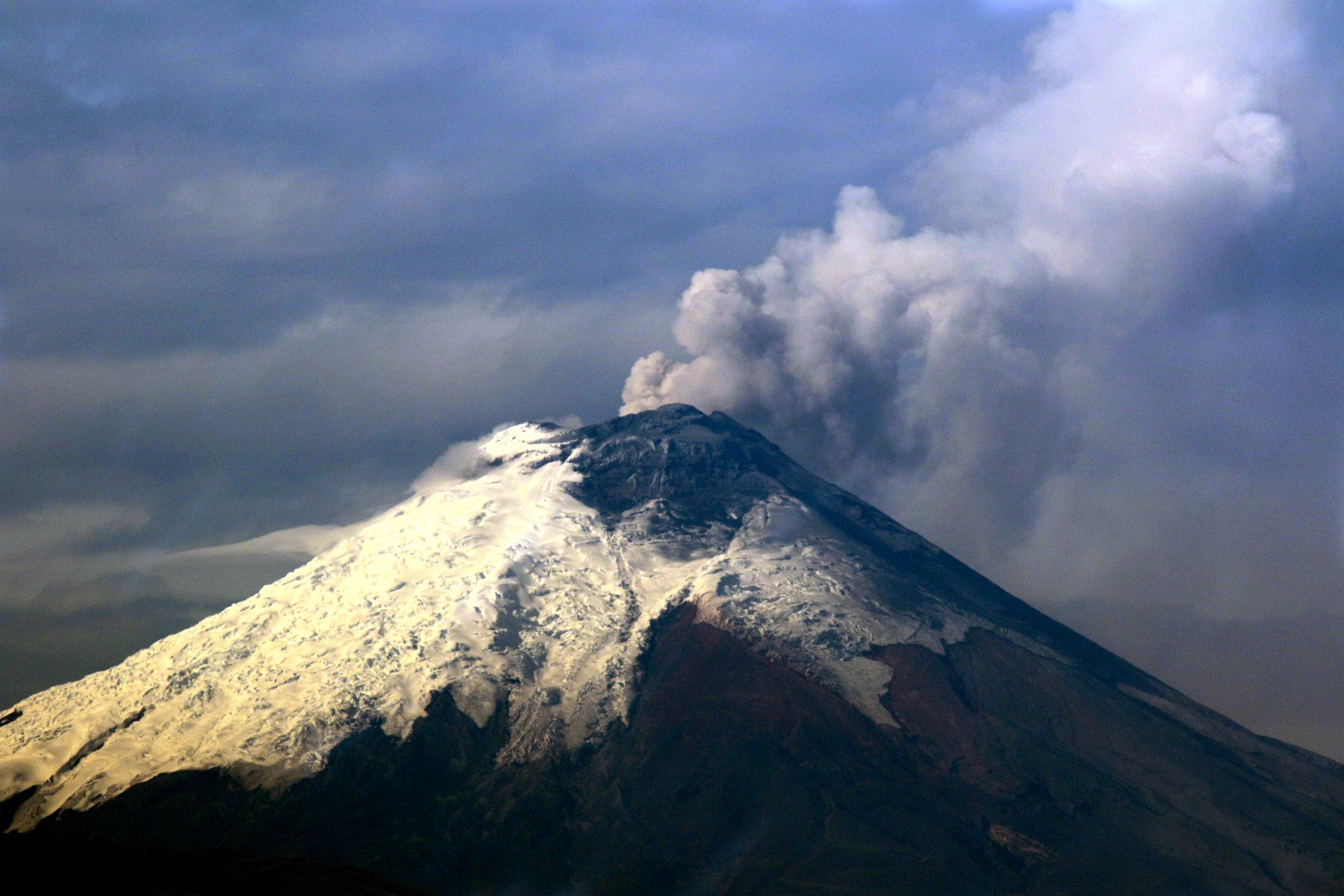
Volcán Cotopaxi en proceso eruptivo.

El Parque nacional Cotopaxi es un área protegida de Ecuador situada en el límite de las provincias de Pichincha, Cotopaxi y Napo en Ecuador, y que incluye en su espacio al Volcán Cotopaxi.
Su ecosistema alberga varias especies arborícolas, sobre todo de pinos, lo que convierte al lugar en un sitio único en Sudamérica ya que recuerda más a un bosque alpino que a un bosque de los Andes.
El Parque, está comunicado con Quito y Latacunga por la carretera Panamericana, de cuatro carriles, que permite el viaje desde Quito  al parque entrada norte en aproximadamente una hora y cuarto. Y desde la entrada sur vía Lasso Latacunga se permite la entrada en aproximadamente cuarenta minutos. Una alternativa es el tren, que parte igualmente desde Quito, y que tarda una hora y media en llegar a la estación "El Boliche" del parque en Latacunga, otra alternativa sería ingresando a la ciudad de Machachi, dirigiéndose al Barrio Santa Ana del Pedregal, en donde pueden visitar algunas hosterías.
Su altitud varía desde  3400- 5897 metros sobre el nivel del mar. Su temperatura varía de 0 a 20 grados Celsius; con un promedio anual de precipitaciones de 500 a 1500 mm
Quedan muchos bosques tupidos ya que el resto ha sido destruido por incendios o para sembrar gramíneas. existen páramos extensos con paja de páramo que es la gramínea predominante en la región a medida que se asciende aparecen plantas representativas como chuquiragua, alchemila, colonias de plantas en forma de almohadillas , musgos, líquenes, romelio, quishuar o árbol de dios, mortiño. que es un fruto duro muy utilizado; en la nieves perpetuadas no existe vegetación.
Fauna: lobos, pumas, osos, venados, conejos, cóndores, caballos salvajes y zorros.
Geología: lagunas naturales, senderos, nevado Cotopaxi.
Infraestructura: cabañas, centro de alta montaña, centro de acampado, centro de viajeros, refugios de montañistas.
Arqueología: Ruinas de ciudadela de los puruháes.
Astronomía: Centro de Levantamientos Integrados de Recursos Naturales por Sensores Remotos (CLIRSEN)

### Volcán Quilotoa

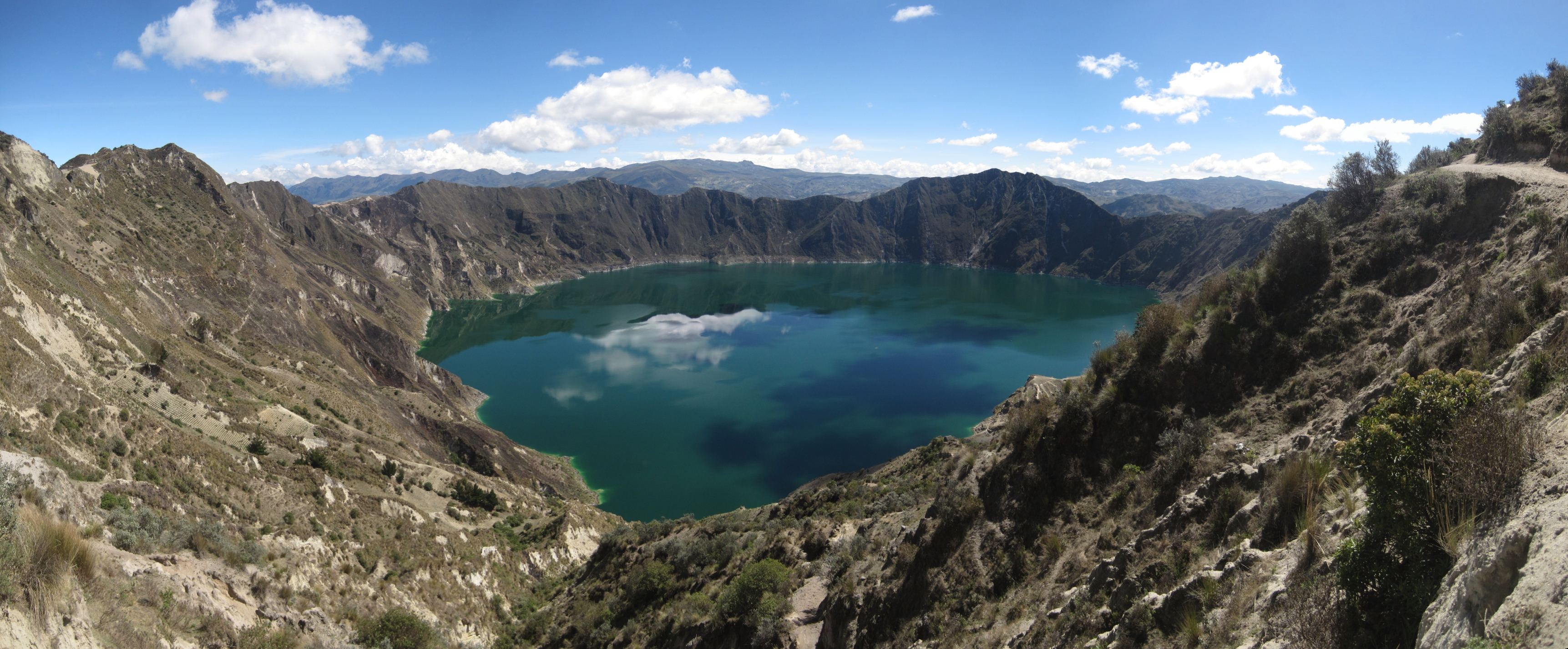
Cráter del Quilotoa

Quilotoa es una caldera llena de agua y el volcán más occidental de los Andes ecuatorianos. Los 3 kilómetros de ancho caldera se formó por el colapso de este volcán dacita después de una catastrófica erupción VEI-6 hace unos 800 años, lo que produjo flujos piroclásticos y lahares que alcanzaron el océano Pacífico y se extendió en el aire un depósito de ceniza volcánica a lo largo de los Andes del Norte. La caldera ha acumulado una profundidad de 250 m del lago del cráter, que tiene un color verdoso, como resultado de los minerales disueltos. Fumarolas se encuentran en el fondo del lago y las aguas termales se producen en el flanco oriental del volcán.
Quilotoa es un sitio turístico de creciente popularidad. La ruta de la "cumbre" (el pequeño pueblo de Quilotoa) es generalmente viajada en un camión contratado o en autobús desde la localidad de Zumbahua a 17 km al sur. Los visitantes deben pagar dos dólares, cada uno a mirar desde el borde de la caldera. Una serie de Hostales simples se han desarrollado en el área inmediata, y ofrecen servicios tales como mulas y guías para la caminata de cinco horas alrededor de la caldera (cuyo diámetro es de unos 9 km), media hora de caminata hacia abajo (y 02.01 horas de caminata de regreso hasta el ascenso de 400 metros verticales), y el alojamiento muy básico en su cuenco. Se permite acampar en la parte inferior del cráter, pero no hay agua potable (excepto botellas de medio litro vendidas en el albergue), y sólo un inodoro que es solo un pozo, ubicado en el albergue.

### Otros lugares turísticos
- Laguna de Yambo
- Feria de Saquisilí
- El Cerro Callo
- Las Ruinas de Pachusala
- El Tambo Mulaló
- Los helados típicos de Salcedo

### Comidas Típicas
Plato de Chugchucaras: consta de carne de cerdo frito, mote (maíz blanco hervido), papas, plátanos fritos, empanadas, palomitas de maíz y cortezas de cerdo. Se acompaña de ají, una salsa picante hecha con chiles, tomates, cilantro y cebolla.
Llapingachos: patatas cocinadas, puré de alrededor de un centro de queso que se sirve generalmente con carne de cerdo al horno o frito. Generalmente se sirve con aguacate, chorizo, huevo frito, tomate y ensalada de lechuga a un lado.
Allullas: son preparadas con harina de trigo, la cual es cocida con manteca pura de chancho y huevos son muy crocantes.
Helados de Salcedo: son elaborados a base del jugo de frutas frescas, especialmente de coco, frutilla, mora, naranjilla, aguacate, mango, guanábana, papaya, etc.
Cuy Asado (Saquisilí): comprende un cuy (adobado y asado al carbón), acompañado de papas cocidas con lechuga, tomate y zarza (similar a un estofado que tiene cebolla larga, leche, maní, entre otros.)

## Demografía

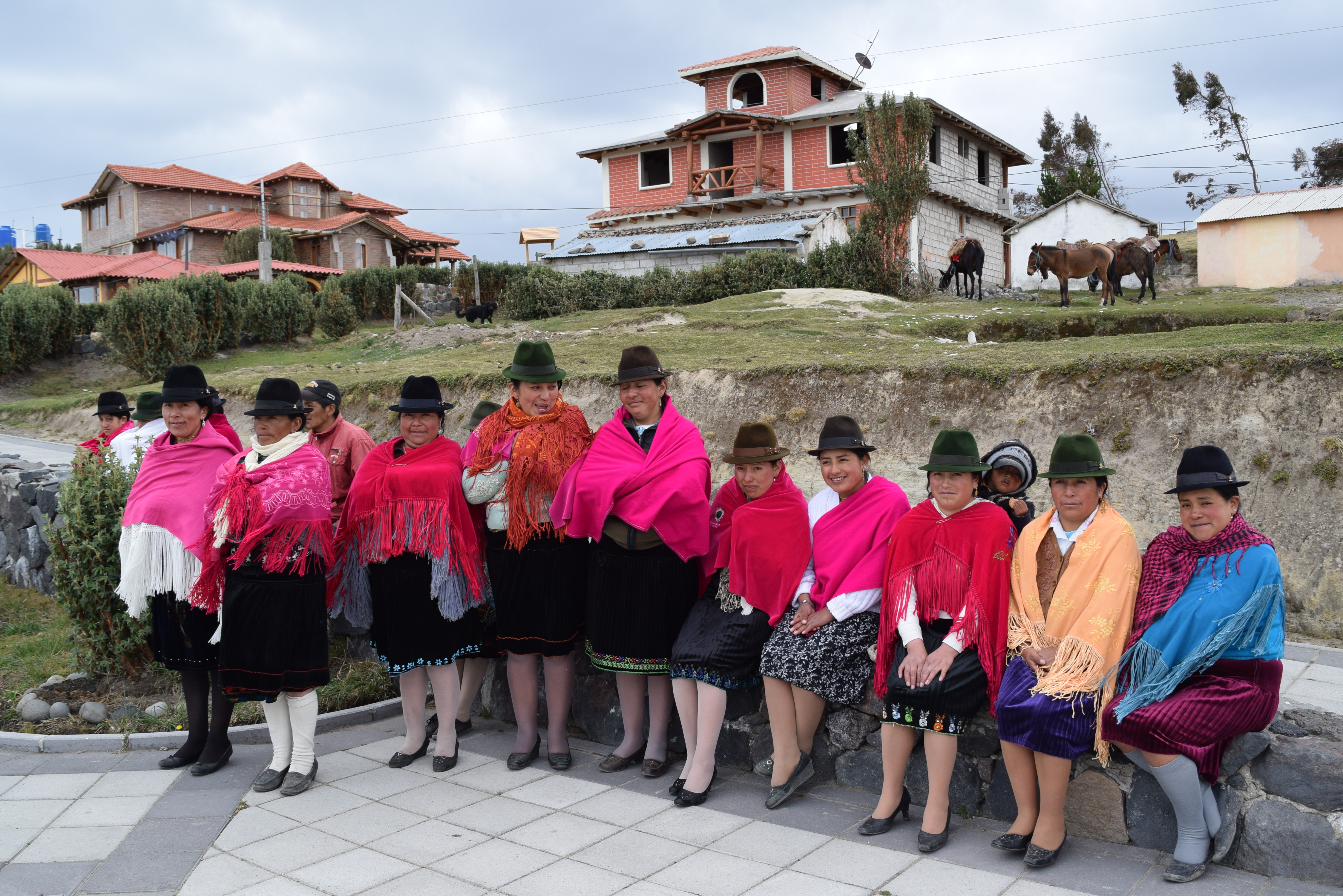
Los provincia es cuna de la nacionalidad indígena Panzaleo.

### Datos demográficos
- Población total: 458.581
  - Mujeres: 210.580
  - Hombres: 198.625
- Población rural: 255.965
- Población indígena (%): 15

### Indicadores socioeconómicos
- Analfabetismo (%): 21,59
  - Analfabetismo mujeres (%): 22.95
- Pobreza por NBI (rural) (%): 90,47
- Número de personas sin NBI: 231.573
- Gasto en salud per cápita MSP (U$/habitante año): 36

### Indicadores sanitarios
- Mortalidad infantil x 1.00 nacidos vivos: 45,90
- Enfermedades diarreicas: 6.925
- Médicos x 10 000 hab.: 11,90
- Enfermeras x 10 000 hab.: 3,40
- Aux. de enfermeras x 10 000 hab.: 7,30
- Camas hospitalarias x 1.00 hab.: 1,1

### Indicadores de agua y saneamiento
- Agua entubada (rural) (%): 18,78
- Número de viviendas con agua entubada: 10.736

## Economía
Cotopaxi tiene un gran número de pobladores indígenas que se dedican a las labores agrícolas. En Cotopaxi se producen alimentos como el maíz, cebada, papa, brócoli, trigo, y se cultivan flores para exportación(en las zonas templadas), mientras que en zonas más cálidas o subtropicales se cultiva cacao, banano, café y caña de azúcar, así como algunas frutas tropicales. Grandes extensiones de terreno en esta provincia son destinados a los pastos aptos para el ganado vacuno. Se produce leche, carne y lácteos.

## Cotopaxenses famosos
- Vicente León, jurisconsulto, filántropo (1773-1839)
- Alfonso Rumazo González, escritor, historiador, crítico literario (1903-2002)
- José Rumazo González, paleógrafo, historiador y poeta (1904-1995)
- Alberto Enríquez Gallo, Jefe Supremo, militar y político (1894-1962)
- Sixto Vizuete, entrenador de fútbol (1961-)
- Guillermo Rodríguez Lara
- Antonio González Zumárraga obispo y cardenal (1925-2008)

## Centros de información disponibles
- Biblioteca de la Pontificia Universidad Católica del Ecuador, sede Quito.
- Biblioteca del Banco Central del Ecuador, sede Quito.
- Biblioteca Benjamín Carrión, Casa de la Cultura Ecuatoriana, sede Quito.
- Biblioteca CODENPE, sede Quito.
- Biblioteca de la Universidad Salesiana Abyayala, sede Quito.
- Biblioteca de la Universidad Intercultural de las Nacionalidades y Pueblos Indígenas Amawtay Wasi, sede chakra Conocoto, Quito, .